# Ventil
Ventil er anordning som anvendes til at regulere gennemstrømningen i et fluidsystem (gas eller væske), sådan at man kan åbne helt, lukke helt eller regulere et trykfald og dermed hastigheden i den strømmende væske eller gas ved et afgrænset punkt i eksempelvis et rørsystem. Forskellige brancher anvender ofte forskellige benævnelser på principielt samme ventiltyper. Ventiler med specielle benævnelser er altid sammensatte konstruktioner af grundlæggende ventiltyper, virksomme trykarealer, mekaniske fjedre og faste eller variable trykreguleringer.
I en firetaktsmotor anvendes ventiler for at regulere gastilførslen. De benævnes så indsugnings- henholdsvis udstødningsventiler og er en form for tallerkenventil.
Ventil er også betegnelse for en vinduestype, fortrinsvis på fartøjer.

## Ventiltyper
- Dumpventil
- Dunlop-ventil
- Ekspansionsventil
- Hydraulisk lås
- Kegleventil
- Kugleventil
- Presta-ventil
- Reguleringsventil
- Retningsventil
- Schrader-ventil
- Shuntventil
- Sikkerhedsventil
- Tallerkenventil
- Tesla-ventil
- Trykbegrænsningsventil
- Udluftningsventil
- Ventil (fartøj)
- Ventil (motordel)
- Vinkelventil